# レアリティーズ (ビートルズのアルバム)
『レアリティーズ』（英語: Rarities）は、1978年12月2日に発売されたビートルズのベスト・アルバムである。現在までCD化はされていない（1988年リリースのCD『パスト・マスターズ』が、本アルバムの位置づけを引き継いだ）。タイトルは「珍品」を意味する"rarity"の複数形。

## 解説
本アルバムは、本来1977年発売のLPボックス・セット"The Beatles Collection"のボーナスアルバムとして制作されたものであり、ビートルズの楽曲のうち、イギリス編集のオリジナル・アルバムに収録されなかった曲をまとめたものである（"The Beatles Collection"はイギリス・オリジナル・アルバム全タイトルをセットにしたものであり、アメリカ編集の『マジカル・ミステリー・ツアー』、『ヘイ・ジュード』はセットから外された。そのため"The Beatles Collection"は完全全曲集ではない）。ところが英国の小売店がボックスセットから当盤だけを抜き取りバラ売りを始め、これが好評だったために、EMIが単独アルバムとして発売するに至った。
収録曲のうち、「シー・ラヴズ・ユー（ドイツ語）」、「抱きしめたい（ドイツ語）」の2曲は今回イギリスで初めてのリリース。「アクロス・ザ・ユニヴァース」は1969年12月に発売されたアルバム"No Ones Gonna Change Our World"に収録されていたバージョンである（このヴァージョンはアルバム『レット・イット・ビー』に収録されているものと同じテイクであるがミキシングが異なる）。それ以外は「バッド・ボーイ」（1966年リリースのオリジナル・コンピレーション・アルバム 『オールディーズ』に収録）を除いてオリジナル・アルバム未収録曲で構成されている。
本アルバムにおいて、初めて「シー・ラヴズ・ユー（ドイツ語）」のステレオ・ヴァージョンがリリースされたことは貴重ではあるが、シングル曲、およびイギリス盤EPでリリースされていた楽曲はすべてモノラル・ヴァージョンが収録され、ステレオ・ヴァージョンのリリースは見送られている。
アルバムの性質が特殊だったためか、『ミュージック・ウィーク』誌では最高位71位と低順位に終わっている。

## 収録曲

### アナログA面
1. アクロス・ザ・ユニヴァース - Across the Universe　(Lennon - McCartney)
演奏時間：（3'47"）、リード・ヴォーカル：ジョン・レノン
ステレオ。アルバム"No Ones Gonna Change Our World"に収録されていたヴァージョン。女声コーラスがフィーチャーされ、冒頭に鳥の鳴き声、羽ばたき、子どものはしゃぎ声、エンディングに羽ばたきが入る。
2. イエス・イット・イズ - Yes It Is　(Lennon - McCartney)
演奏時間：（2'33"）、リード・ヴォーカル：ジョン・レノン
モノラル。英国盤ではアルバム収録は初めて。アメリカでは『ビートルズ VI』に収録されていた。
3. ジス・ボーイ - This Boy　(Lennon - McCartney)
演奏時間：（2'15"）、リード・ヴォーカル：ジョン・レノン
モノラル。英国盤ではアルバム収録は初めて。アメリカでは『ミート・ザ・ビートルズ』に収録されていた。
4. ジ・インナー・ライト - The Inner Light　(Harrison)
演奏時間：（2'35"）、リード・ヴォーカル：ジョージ・ハリスン
モノラル。英・米・日通じてアルバム収録は初めて。
5. アイル・ゲット・ユー - I'll Get You　(Lennon - McCartney)
演奏時間：（2'04"）、リード・ヴォーカル：ジョン・レノン、ポール・マッカートニー
モノラル。英国でのアルバム収録は初めて。アメリカでは『ザ・ビートルズ・セカンド・アルバム』に収録されていた。なお本作はステレオ・ミキシングが行われる前にマスター・テープが処分されてしまったためリアル・ステレオ・ヴァージョンはない。
6. サンキュー・ガール - Thank You Girl　(Lennon - McCartney)
演奏時間：（2'02"）、リード・ヴォーカル：ジョン・レノン、ポール・マッカートニー
モノラル。英国でのアルバム収録は初めて。アメリカでは『ザ・ビートルズ・セカンド・アルバム』にステレオで収録されていた。
7. 抱きしめたい（ドイツ語） - Komm, Gib Mir Deine Hand　(Lennon - McCartney - Nicolas - Hellmer)
演奏時間：（2'25"）、リード・ヴォーカル：ジョン・レノン、ポール・マッカートニー
ステレオ。英国盤では初リリース。アメリカでは『サムシング・ニュー』に収録されていた。
8. ユー・ノウ・マイ・ネーム - You Know My Name (Look Up the Number)　(Lennon - McCartney)
演奏時間：（4'19"）、リード・ヴォーカル：ジョン・レノン、ポール・マッカートニー
モノラル。英・米・日通じてアルバム収録は初めて。
9. シー・ラヴズ・ユー（ドイツ語） - Sie Liebt Dich　(Lennon - McCartney - Nicolas - Montague)
演奏時間：（2'18"）、リード・ヴォーカル：ジョン・レノン、ポール・マッカートニー
ステレオ。世界初のステレオ・ヴァージョンのリリース。モノラル・ヴァージョンは英・米では初のアルバム収録。日本では『ビートルズ No.5!』に収録されていた。

### アナログB面
1. レイン - Rain　(Lennon - McCartney)
演奏時間：（2'59"）、リード・ヴォーカル：ジョン・レノン
モノラル。英・米・日通じてモノラル・ヴァージョンのアルバム収録は初めて。ステレオ・ヴァージョンは英・米・日とも『ヘイ・ジュード』に収録されていた。
2. シーズ・ア・ウーマン - She's a Woman　(Lennon - McCartney)
演奏時間：（3'01"）、リード・ヴォーカル：ポール・マッカートニー
モノラル。英国でのアルバム収録は初めて。アメリカでは深くエコーのかかったヴァージョンが"Beatles '65"に収録されていた。
3. マッチ・ボックス - Matchbox　(Perkis)
演奏時間：（1'37"）、リード・ヴォーカル：リンゴ・スター
モノラル。英国盤ではモノラル・ヴァージョンのアルバム収録は初めて。アメリカでは『サムシング・ニュー』に収録されていた。なおステレオ・ヴァージョンは『ロックン・ロール・ミュージック』に収録されていた。
カール・パーキンスのカヴァー曲である。
4. アイ・コール・ユア・ネーム - I Call Your Name　(Lennon - McCartney)
モノラル。英国盤ではモノラル・ヴァージョンのアルバム収録は初めて。アメリカでは『ビートルズ・セカンド・アルバム』に収録されていた。なおステレオ・ヴァージョンは『ロックン・ロール・ミュージック』に収録されていた。
ビリー・J・クレイマー&ザ・ダコタスに提供し、翌年にセルフ・カヴァーした楽曲である。
5. バッド・ボーイ - Bad Boy　(Williams)
演奏時間：（2'17"）、リード・ヴォーカル：ジョン・レノン
ステレオ。ラリー・ウィリアムズのカヴァー曲である。英国盤では『オールディーズ』、アメリカでは『ビートルズ VI』に収録されていた。
6. スロウ・ダウン - Slow Down　(Williams)
演奏時間：（2'55"）、リード・ヴォーカル：ジョン・レノン
モノラル。英国盤ではモノラル・ヴァージョンのアルバム収録は初めて。アメリカでは『サムシング・ニュー』に収録されていた。なおステレオ・ヴァージョンは『ロックン・ロール・ミュージック』に収録されていた。
ラリー・ウィリアムズのカヴァー曲である。
7. アイム・ダウン - I'm Down　(Lennon - McCartney)
演奏時間：（2'33"）、リード・ヴォーカル：ポール・マッカートニー
モノラル。英・米・日通じてモノラル・ヴァージョンのアルバム収録は初めて。なおステレオ・ヴァージョンは『ロックン・ロール・ミュージック』に収録されていた。
モノラル・ヴァージョンはステレオ・ヴァージョンに比較してフェード・アウトが遅いため収録時間が2秒長い。
8. ロング・トール・サリー - Long Tall Sally　(Johnson - Penniman - Blackwell)
演奏時間：（2'01"）、リード・ヴォーカル：ポール・マッカートニー
モノラル。英国盤ではモノラル・ヴァージョンのアルバム収録は初めて。アメリカでは『ビートルズ・セカンド・アルバム』に収録されていた。なおステレオ・ヴァージョンは『ロックン・ロール・ミュージック』に収録されていた。
リトル・リチャードのカヴァー曲である。